# 歌越站

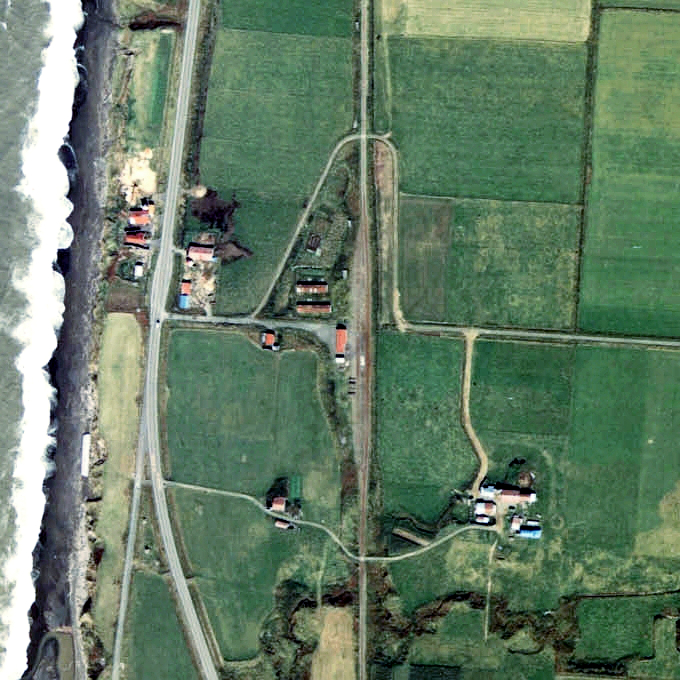
1977年的歌越站與方圓約500米範圍。上方為幌延方向。當時車站內設有1面2線的島式月台，在成為無人車站時，只使用月台外側的本線。靠近車站大樓的路軌沒有撤走。周邊為牧場草地地帶。

歌越站（日语：／ Utakoshi eki */?）是位於北海道天鹽郡遠別町字歌越，日本國有鐵道（國鐵）的羽幌線車站（廢站）。隨著羽幌線廢線，車站在1987年（昭和62年）3月30日廢除。
部分普通列車通過此站。在1986年（昭和61年）11月1日的時間表修正（廢除前的時間表）中，下行1班列車通過此站（該列車是急行「羽幌」）。

## 歷史
- 1958年（昭和33年）10月18日 - 日本國有鐵道（國鐵）羽幌線初山別站至遠別站之間開通，此站啟用[3]。當時為一般車站[1]。
- 1970年（昭和45年）9月7日 - 結束處理貨物和行李[1]，成為無人車站。
- 1987年（昭和62年）3月30日 - 羽幌線全線廢除，此站也廢除。

## 車站構造
截至車站廢除前，車站是一座地面車站，設有1面1線的島式月台（只使用單面）。月台位於路軌西邊（幌延方向的列車會開啟左邊車門）。曾經該島式月台的兩邊也會使用（1面2線），當時可以進行列車交會，同時為職員配置車站。後來靠近車站大樓的一線沒有使用。在交會設備停止使用後，只剩下側線。截至1983年（昭和58年），在留萌一方和幌延一方兩邊均仍然設有轉轍器。後來，留萌一方的轉轍器和部分路軌被撤走。
此站是無人車站（簡易委託）。在有人車站時代設有木製與砂漿建成的車站大樓。車站大樓位於站內西北方。鄰接月台和北邊的站內平交道。此外，站前設有2座職員用宿舍，共8個單位。

## 站名的由來
車站名稱取自所在地名稱。所在地名稱的阿伊努語是「オタクㇱペッ（ota-kus-pet）」，其意思是沙灘，路過，河流，地名化的歷程不詳。

## 駅周辺
- 北海道道971號旭溫泉旭線（日语：北海道道971号旭温泉旭線）
- 國道232號（日语：国道232号）（天賣國道/日本海奧羅龍線（日语：日本海オロロンライン））

## 現況
車站大樓與站內的設施已經撤走。現時，變成了牧場存放青貯的地方。此外，截至1999年（平成11年），職員專用宿舍之廢屋仍然存在。
此外，截至2010年（平成22年），此站至天鹽金浦站之間跨越的橋樑中，只剩下6條橋腳。截至2011年（平成23年）也是同樣，當時可於橋上確認鎮流器和標誌。

## 相鄰車站
日本國有鐵道
羽幌線
共成－歌越－天鹽金浦

## 注腳
1. 1 2 3 4 5  石野哲（編）. . JTB. 1998: 872. ISBN 978-4-533-02980-6 （日语）.
2. ↑  時刻表《JNR編集 時刻表 1987年4月号》（弘濟出版社，1987年4月發行）JR新聞13頁。
3. 1 2   第1版. 札幌市: 日本国有鉄道北海道総局. 1973-3-25: 109. ASIN B000J9RBUY （日语）.
4. 1 2 3 4  書籍《国鉄全線各駅停車1 北海道690駅》（小學館，1983年7月發行）202頁。
5. 1 2   (PDF). アイヌ語地名リスト. 北海道 環境生活部 アイヌ政策推進室. 2007  [2019-03-14]. （原始内容存档 (PDF)于2018-04-17） （日语）.
6. ↑  書籍《鉄道廃線跡を歩くVI》（JTB出版，1999年3月發行）23頁。
7. ↑  書籍《新 鉄道廃線跡を歩く1 北海道・北東北編》（JTB出版，2010年4月發行）47頁。
8. ↑  書籍《北海道の鉄道廃線跡》（著：本久公洋，北海道新聞社，2011年9月發行）217-218頁。

## 外部連結
- 羽幌線廢線跡調査 （页面存档备份，存于）（日語）